# Zbigniew Kurcz
Zbigniew Kurcz (ur. 1951) – polski socjolog, dr hab. nauk humanistycznych, profesor zwyczajny i były dyrektor Instytutu Socjologii Wydziału Nauk Społecznych Uniwersytetu Wrocławskiego.

## Życiorys
W 1979 ukończył studia z filologii polskiej na Uniwersytecie Wrocławskim, w  1979 r. ukończył również filozofię z obroną pracy magisterskiej na  Wydziale  Filozoficzno-Historycznym Uniwersytetu Wrocławskiego, 14 lipca 1986 obronił pracę doktorską, 30 września 1996 habilitował się na podstawie dorobku naukowego i pracy zatytułowanej Mniejszość niemiecka w Polsce. 12 października 2006 nadano mu tytuł profesora w zakresie nauk humanistycznych. Objął funkcję profesora zwyczajnego oraz dyrektora w Instytucie Socjologii na Wydziale Nauk Społecznych Uniwersytetu Wrocławskiego.
Jest członkiem Komitetu Socjologii na I Wydziale Nauk Humanistycznych i Społecznych Polskiej Akademii Nauk, a także był kierownikiem w Katedrze Socjologii Ogólnej na Wydziale Nauk Społecznych i Zdrowia w Wyższej Szkole Zarządzania i Przedsiębiorczości z siedzibą w Wałbrzychu.

## Publikacje
- 2006: Pogranicze polsko-niemieckie jako pogranicze społeczne[1]
- 2015: Transgraniczne uczelnie na polskich pograniczach[1]
- 2017: Borderlands Studies at the Turn of the Tide. An Introduction[1]